# Miguel Tejada
Miguel Odalis Tejada Martínez (Baní, Peravia; 25 de mayo de 1974) es un ex 
infielder dominicano de béisbol profesional que jugó en las Grandes Ligas de Béisbol durante 17 temporadas para varios equipos. 
Comenzó las primeras seis temporadas de su carrera con los Atléticos de Oakland, donde comenzó su racha de 1152 juegos consecutivos, que terminó con los Orioles de Baltimore el 22 de junio de 2007. En 2002, fue galardonado con el premio al Jugador Más Valioso de la Liga Americana, y fue el Jugador Más Valioso del Juego de las Estrellas de 2005.
Es apodado "La Guagua" (autobús, en Repùblica Dominicana), por su facilidad para remolcar carreras. El 11 de febrero de 2009, se declaró culpable de un cargo de perjurio por mentirle al congreso estadounidense en su testimonio sobre si Rafael Palmeiro mintió o no sobre su uso de esteroides.

## Primeros años
Tejada se crio en extrema pobreza en Baní, una ciudad de aproximadamente 40 millas (65 km) al suroeste de Santo Domingo, capital de la República Dominicana. Creció idolatrando al torpedero de los Orioles de Baltimore Cal Ripken Jr. Asistió a la Universidad de Saint Leo durante la primavera de 2007. Lideró el equipo en bateo, pitcheo y defensa..

## Carrera

### Oakland Athletics

#### 1997-2000
Tejada se convirtió rápidamente en un prospecto de primera categoría, mostrando los primeros signos de poder. Llegó a las Grandes Ligas al final de la temporada de 1997, uniéndose al club de los Atléticos de Oakland. A pesar de que solo bateó .202 en 26 juegos ese año, los Atléticos vieron su potencial. Esto se vio reforzado por su actuación con los Edmonton Trappers (AAA) en la Liga de la Costa del Pacífico durante la temporada, y volvió a las menores para liderar los Trappers a un campeonato de la PCL ese año. Fue recompensado con la posición de campocorto titular a partir de 1998.
Tejada mejoró de manera constante durante los próximos dos años. Su bateo mejoraba a medida que ganaba más disciplina en el plato. En 1998, bateó .233 con 11 jonrones y en 1999 su promedio subió a .251 con 21 jonrones.
Después de una campaña sólida de 87 victoria en 1999, Tejada y un núcleo de jugadores jóvenes llevaron a los Atléticos a su primer título en la División Oeste de la Liga Americana en ocho años en el 2000. Reforzado por el primera base Jason Giambi, y con la ayuda del .275 de promedio y 30 jonrones de Tejada, los Atléticos ganaron 91 partidos. Los Atléticos enfrentaron a los Yanquis de Nueva York en la primera ronda de la postemporada, que fue ganada por los Yankees 3-2.

#### 2001
En 2001, Tejada tuvo un año ofensiva comparable, bateando .267 con 31 jonrones. Los Atléticos lograron la tarjeta de invitación de la Liga Americana con un récord de 102-60. Sin embargo, en la postemporada, los Atléticos cayeron ante los Yanquis en cinco juegos.

#### 2002
En 2002, con la partida de Jason Giambi a los Yanquis de Nueva York durante la temporada baja, y una lesión en la pierna del toletero Jermaine Dye, los Atléticos perdieron a dos de sus jugadores ofensivos clave. Tejada bateó .308 con 34 jonrones y llevó a los Atléticos a su segundo título de la División Oeste en tres años. La campaña del equipo incluyó un récord de 20 victorias en la Liga Americana. Tejada contribuyó con un hit ganador en los juegos 18 y 19: un jonrón de tres carreras ante el lanzador de los Mellizos de Minnesota Eddie Guardado para una victoria de 7-5 y un sencillo con las bases llenas contra el relevista de los Reales de Kansas City Jason Grimsley para romper un empate de 6-6. Tejada también demostró una extraordinaria velocidad en las bases con 18 robos en un tramo de dos años. Su actuación fue recompensada con el premio MVP de la Liga Americana. Sin embargo y por tercer año consecutivo, los Atléticos cayeron en el quinto juego de la Serie Divisional, esta vez ante los Mellizos de Minnesota.

#### 2003
Al año siguiente, Tejada tuvo un comienzo lento, bateando .200 en el campocorto durante el primer mes de la temporada. Comenzando a mejorar en la segunda mitad de la temporada llevó a los Atléticos a su segundo título consecutivo de la División Oeste y su tercero en cuatro años. Tejada bateó .278 con 27 jonrones en el año, sus números disminuyeron en 2002, pero siguió liderando a los torpederos en muchas categorías ofensivas.
En una serie llena de tensión, la gran ofensiva los Medias Rojas de Boston por poco supera a los Atléticos en la primera ronda, una vez más en cinco partidos. Tejada fue conocido por su pública ira hacia el abridor de Boston Derek Lowe quien en la conclusión de la serie presuntamente le hizo gestos obscenos. Lowe negó la acusación, alegando que su puño solo estaba en celebración.

### Baltimore Orioles (2004-07)

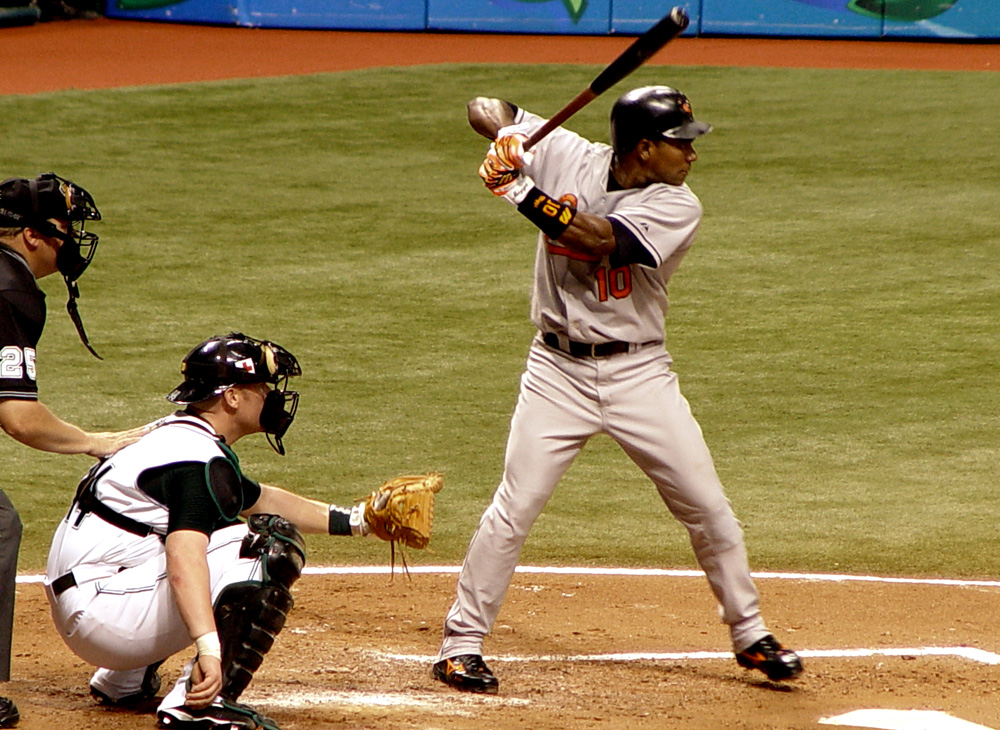
Tejada bateando para los Orioles

Al final de la temporada 2003, Tejada se había establecido como uno de los principales torpederos del béisbol. Los Atléticos decidieron no volver a firmarlo, alegando motivos de  presupuesto y además tenían al joven Bobby Crosby quien venía a través de su sistema, por lo que Tejada firmó un contrato de seis años y $72 millones con los Orioles de Baltimore durante la temporada baja.
A su llegada a Baltimore, a Tejada se le dio el uniforme con el número 10, ya que el 4, su número en Oakland, había sido retirado en honor al exmánager Earl Weaver. Por los Orioles, Tejada siguió los pasos del legendario campocorto de Baltimore Cal Ripken Jr.. Al igual que Ripken, Tejada es un fuerte y duradero campocorto con los inusuales potentes números para un jugador del infielder.

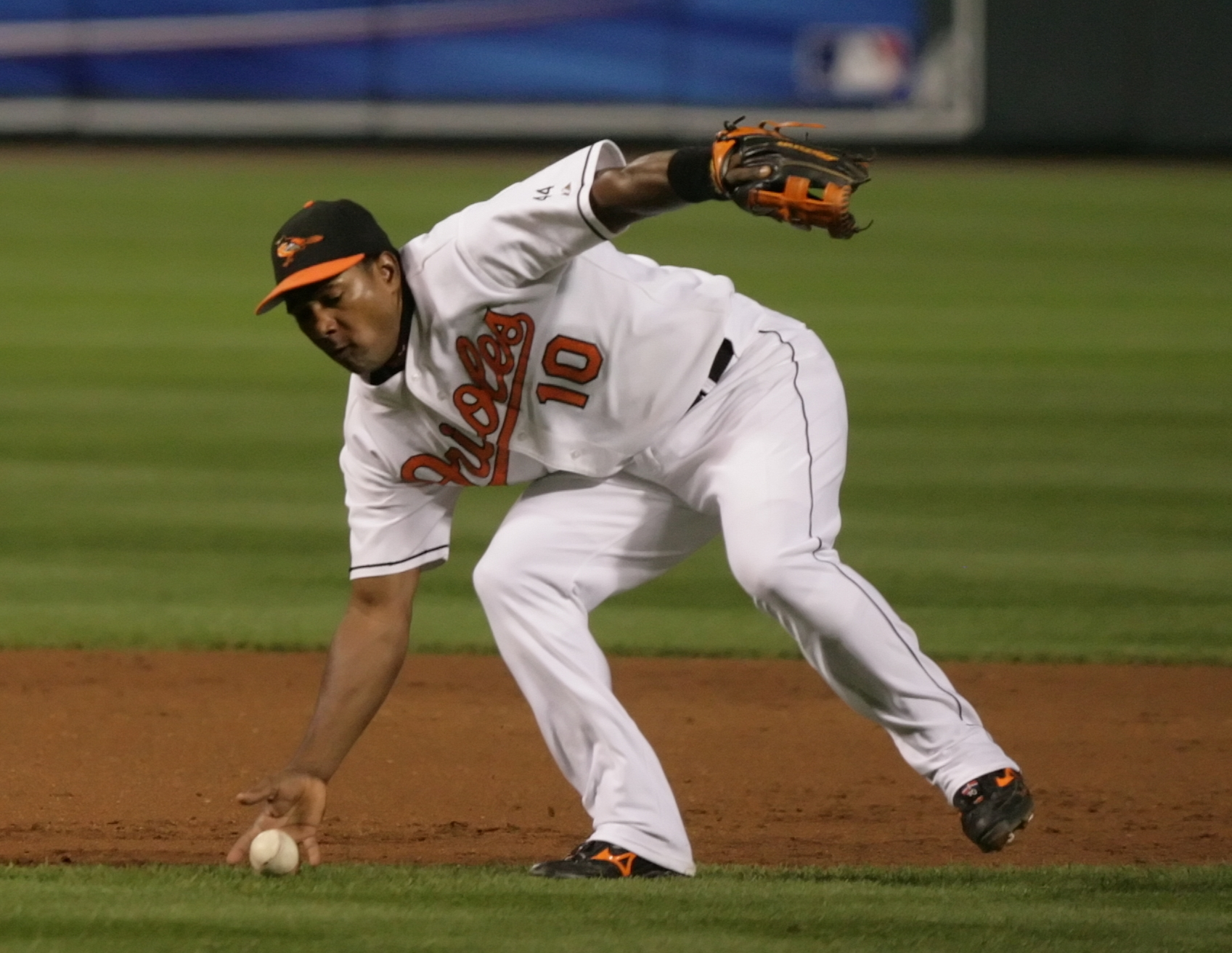
Tejada es reconocido por su gran habilidad para recoger bolas rodadas y como uno de los mejores para ejecutar el doble play.

El 12 de julio de 2004, Tejada ganó el Home Run Derby del Century 21, en Houston. Tejada bateó un récord de 27 jonrones en la competencia, incluyendo un récord de 15 jonrones en la segunda ronda. Derrotó al jardinero de los Astros de Houston Lance Berkman (que más tarde se convertiría en su compañero de equipo), 5-4 en la ronda final de la competencia. Ambos récords fueron rotos al año siguiente en Detroit por el venezolano Bobby Abreu.
Tejada lideró la liga con 150 carreras impulsadas en 2004.
Aunque Tejada no participó en el Derby de Jonrones en 2005, fue un All-Star y titular de  la Liga Americana. En su primer partido del Juego de Estrellas, Tejada conectó un jonrón en solitario contra John Smoltz de los Bravos de Atlanta, dio un hit de sacrificio impulsor y fue parte de la ejecución de un doble play con su compañero de equipo Brian Roberts. Sus  esfuerzos le valieron el MVP  All-Star], ganando un Chevrolet Corvette.

#### Temporada baja 2005-06

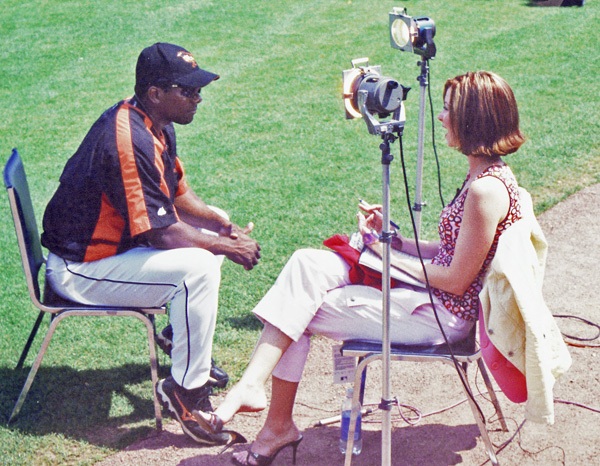
Miguel Tejada siendo entrevistado por la reportera Kelli Johnson en 2005

El 8 de diciembre de 2005, fue ampliamente difundido por la Associated Press que Tejada había pidido a los Orioles que lo canjeara, alegando descontento con la dirección del equipo. Tejada se opuso a esas declaraciones en una entrevista con la reportera de Comcast Sportsnet Kelli Johnson, diciendo que él solo pedía un mejor equipo, al referirse a su esperanza de que los Orioles de Baltimore mejoraran después de su octava temporada perdiendo de manera consecutiva.
Varias semanas más tarde, Tejada reiteró sus quejas por la falta de acción por parte de los Orioles y exigió que lo negociaran. Tejada dijo que quería un "buen equipo que me ayuda a ganar" y comentó brevemente sobre su supuesta participación en el escándalo de esteroides de Rafael Palmeiro. El 7 de enero de 2006, Tejada manifestó su intención de permanecer con Baltimore para "el resto de [su] carrera". Esta declaración fue hecha para el vicepresidente de los Orioles Jim Duquette en una reunión organizada por su amigo y compañero de equipo, Melvin Mora. Se informó que Tejada fue reclamado en waivers por los Medias Blancas de Chicago, pero los dos equipos no llegaron a un acuerdo para Tejada.
Tejada llegó a su partido consecutivo número 1000 el 1 de julio de 2006.

#### 2007
La racha de Tejada era de 1151 juegos cuando fue golpeado en su muñeca izquierda por un  lanzamiento el 20 de junio de 2007. Al día siguiente, subió al homeplate en la  parte superior de la primera entrada, tocando en una jugada forzada, y fue reemplazado por un corredor emergente. Tras ese partido, se anunció que tenía una muñeca rota. El 22 de junio fue puesto en la lista de

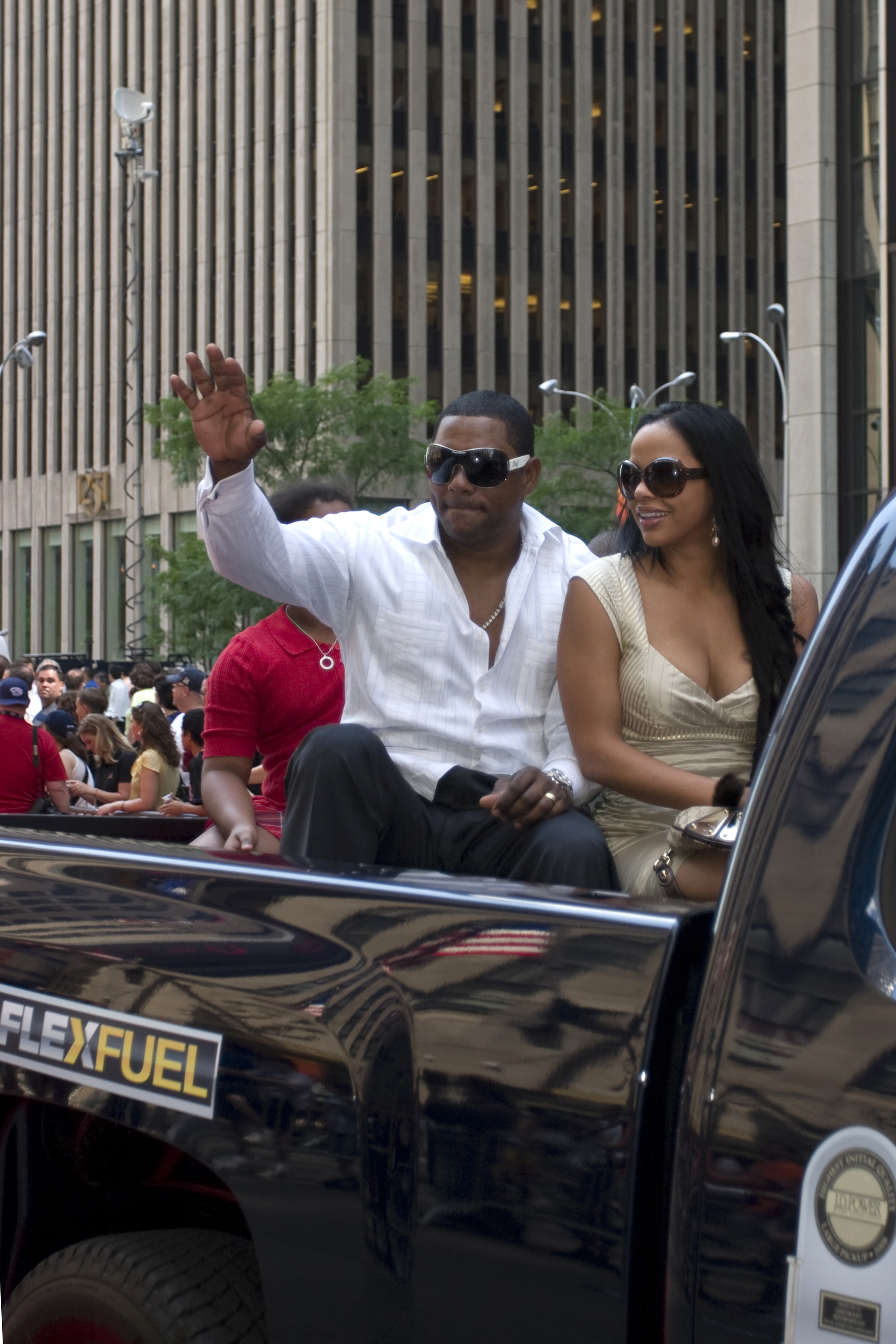
Tejada junto a su esposa en el desfile del Juego de Estrellas 2008

 lesionados, poniendo fin a su racha de 1,152 juegos consecutivos, la quinta más larga en la historia de las Grandes Ligas, detrás de Cal Ripken, Jr. (2632), Lou Gehrig (2130), Everett Scott (1307), y Steve Garvey (1217).

### Houston Astros (2008-09)
El 12 de diciembre de 2007, Tejada fue cambiado a los Astros de Houston por cinco jugadores, incluidos Troy Patton, Luke Scott, Dennis Sarfate y Matt Albers.
Tejada anotó su carrera 1000 el 7 de julio de 2008, en el PNC Park. En el Juego de Estrellas de 2008, Tejada bateó sencillo al abrir la parte superior de la octava, se robó la segunda con un out y avanzó a tercera por un error y anotó con elevado de sacrificio.
En la temporada 2008 había ejecutado 32 doble matanza, la mayor cantidad en las Grandes Ligas.
En 2009, volvió a liderar las mayores en doble matanza, esta vez con 29.

### Segunda oportunidad con los Orioles
El 23 de enero de 2010, Tejada firmó un contrato por un año y 6 millones de dólares con los Orioles de Baltimore, equipo con el que había jugado previamente.

### San Diego Padres
El 29 de julio de 2010, los Orioles negociaron a Tejada con los Padres de San Diego por el lanzador de liga menor Wynn Pelzer. El 22 de septiembre, Tejada bateó su jonrón número 300 contra Ted Lilly de los Dodgers de Los Ángeles.

### San Francisco Giants
Tejada firmó un contrato por un año y 6.5 millones de dólares con los Gigantes de San Francisco. Fue designado para asignación el 31 de agosto de 2011, después de batear .239 con cuatro jonrones y 26 carreras impulsadas en 91 partidos. Fue liberado el 8 de septiembre de 2011.

### Tercer paso con los Orioles (2012)
El 6 de mayo de 2012, Tejada llegó a un acuerdo sobre un contrato con los Orioles. Sin embargo, no pudo entrar en la lista del club de Grandes Ligas y jugó para su equipo Norfolk afiliado a Triple-A hasta que solicitó su liberación total, que fue concedida el 25 de junio de 2012.

### Kansas City Royals (2013)

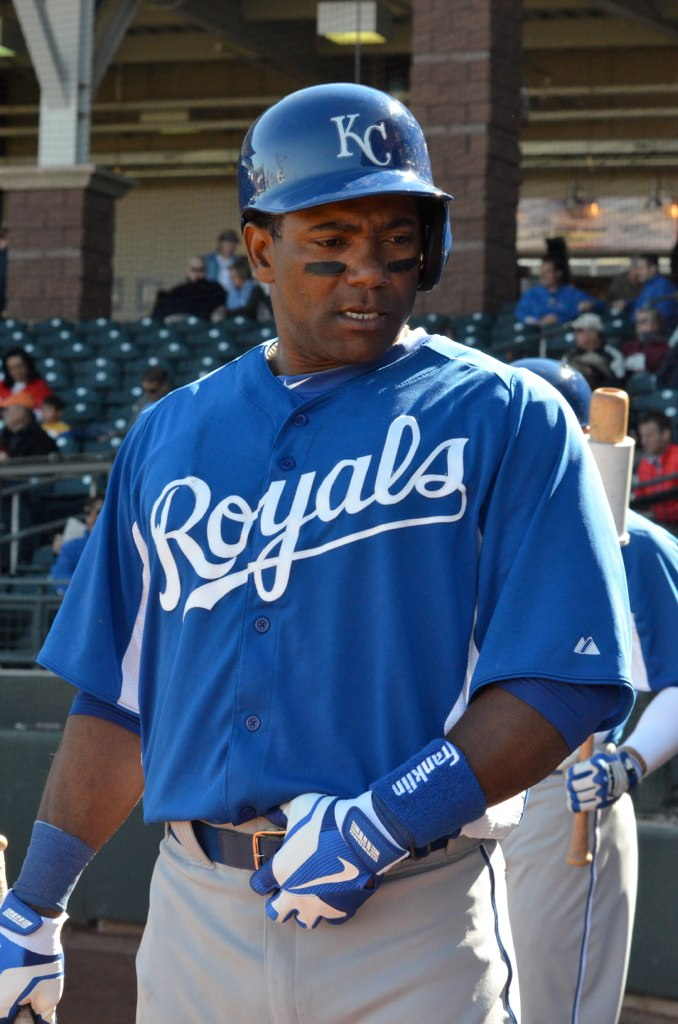
Tejada con los Royals en 2013

El 31 de diciembre de 2012, Tejada firmó un contrato de ligas menores con los Kansas City Royals. Según Associated Press, ganaría 1,1 millones de dólares más incentivos de rendimiento por valor de 400.000 dólares adicionales si entraba en la lista de 40 hombres de las Grandes Ligas de los Reales para 2013.

### Miami Marlins
El 16 de mayo de 2014, Tejada firmó un contrato de ligas menores con los Miami Marlins. Se requirió que Tejada sirviera los 64 juegos restantes que le quedaban en su suspensión antes de estar disponible para ser llamado por los Marlins. El 2 de agosto, Tejada fue liberado por los Marlins.
Tejada fue elegible para ser elegido para el Salón de la Fama en 2019, pero recibió menos del 5% de los votos y dejó de ser elegible para la boleta de 2020.

## Liga Dominicana
Jugó durante 14 temporadas en la Liga Dominicana con las Águilas Cibaeñas. Jugó 262 partidos acumulando 251 hits, 46 dobles, 6 triples, 21 jonrones, 145 carreras anotadas, 145 impulsadas y 32 bases robadas.

## Controversias

### Supuesto uso  de esteroides
El 22 de septiembre de 2005, ESPN informó que Rafael Palmeiro, había dado positivo por esteroides y fue suspendido por 10 juegos bajo de la política de esteroides de las Grandes Ligas, implicando a Tejada al panel de arbitraje del béisbol, sugiriendo que un suplemento que le dio Tejada fue el responsable de que el esteroide entrara en su sistema. Tejada ha negado las acusaciones, diciendo que lo único que le dio a Palmeiro, fue la vitamina B-12, una sustancia completamente legal en virtud de la política actual de las Grandes Ligas.
El 24 de septiembre de 2005, The Baltimore Sun informó que "La Política de Salud del Comité Consultivo, que supervisa la política del béisbol de prueba, emitió un comunicado que exoneró a Tejada y reprendió a los medios de comunicación para informar de que él podría haber distribuido esteroides a otro jugador."
En el libro de 2005 de José Canseco Juiced: Wild Times, Rampant 'Roids, Smash Hits & How Baseball Got Big, menciona que él (Canseco) cree que Tejada podría haber tomado esteroides. Canseco afirma haber hablado con él acerca del asunto y la próxima temporada lo vio en el spring training más definido. Pero él nunca menciona haberse inyectado con ellos, como lo hizo con Palmeiro, McGwire y otros peloteros.
El 30 de septiembre de 2006, Los Angeles Times informó que el ex relevista Jason Grimsley, durante una redada federal del 6 de junio de 2006, dijo que los agentes federales que investigaban los casos de esteroides en el béisbol habían mencionado a Tejada como usuario de "esteroides anabólicos". El diario Los Angeles Times informó que Tejada fue uno de los cinco  nombres que aparecían en una declaración jurada presentada en una corte federal. Sin embargo, el 3 de octubre de 2006, The Washington Post informó que el abogado Kevin Ryan dijo que el informe del diario Los Angeles Times contenía "inexactitudes significativas." Tejada, junto con los otros cuatro jugadores nombrados, ha denunciado el artículo.
El 13 de diciembre de 2007, Tejada fue mencionado en el Informe Mitchell con relación a los esteroides. En el informe, se dice que Tejada habría recibido esteroides por un valor de $1,500 dólares.
Un informe aparecido el 15 de enero de 2008, afirmó que el miembro de la Cámara de Representantes de los Estados Unidos Henry Waxman había pedido al Departamento de Justicia que investigue si Tejada fue sincero al hablar con la comisión de la Cámara al ser entrevistado en 2005 con respecto a las posibles conexiones con Rafael Palmeiro.
El 10 de febrero de 2009, Tejada fue acusado de mentirle al Congreso sobre el uso de drogas que mejoran el rendimiento en las Grandes Ligas. El 11 de febrero, Tejada se declaró culpable de que le mientió al Congreso en 2005. Se enfrentó a un año de prisión federal y a la deportación. El 26 de marzo de 2009, recibió un año de libertad condicional.
El 17 de agosto de 2013, Tejada fue suspendido por 105 partidos por arrojar positivo a anfetaminas en un control antidopaje. La suspensión de Tejada es la tercera más larga impuesta por las Grandes Ligas sin que sea de por vida, detrás del castigo pendiente sobre Alex Rodríguez de 211 juegos este año y los 119 juegos que se le impusieron a Steve Howe en 1992.

### Edad
El 17 de abril de 2008, Tejada fue confrontado por un reportero de ESPN durante entrevista con una documentación que revelaba que el jugador había estado mintiendo sobre su edad desde que firmó su primer contrato de Grandes Ligas en 1993. Tejada afirmaba haber nacido en 1976, mientras que su certificado de nacimiento dominicano indicaba que había nacido en 1974. Furioso por la situación, se quitó el micrófono y abandonó el set de filmación, poniendo fin a la entrevista. Sin embargo, antes de que se hiciera público el incidente, Tejada confirmó mediante un comunicado enviado a la prensa que si había nacido en 1974.

## Vida personal
Durante la pretemporada de la MLB, Tejada reside en la República Dominicana con su esposa, Alejandra, su hija, Alexa, y su hijo, Miguel Jr. 

## Trivialidades
- Jugó para las Águilas Cibaeñas, equipo de la Liga Invernal Dominicana durante el receso de temporada de MLB.
- En la adaptación de película del libro Moneyball, el ex torpedero de Grandes Ligas y ahora actor Royce Clayton hizo el papel de Miguel Tejada.